# Rosenbaddarna
Rosenbaddarna är en svensk komediserie i åtta avsnitt som hade premiär i Kanal 1 den 1 mars 1990.
Serien handlade om civilministern Oskar Karlsson och hans vedermödor i maktens korridorer i Rosenbad. Manus skrevs av Gustaf Olivecrona och för regin svarade Mikael Ekman. Huvudpersonen, Oskar Karlsson spelades av Björn Gustafson och i andra bärande roller fanns Lennart R. Svensson, Gunilla Åkesson, Philip Zandén m.fl.

## Plagiat
En av inspirationskällorna till serien var den brittiska Javisst, herr minister. Olivecrona hävdade först att han skrivit manuset själv, men efter att ha undersökt saken tvingades dåvarande chefen för Kanal 1 Drama, Ingrid Dahlberg, förhandla med de brittiska upphovsmännen om en uppgörelse i godo.
-Jag vill inte använda "plagiat" i det här sammanhanget, men kommer inte på något annat ord, sade hon enligt en artikel av Claes Hanning i Expressen.